# Börse Kopenhagen

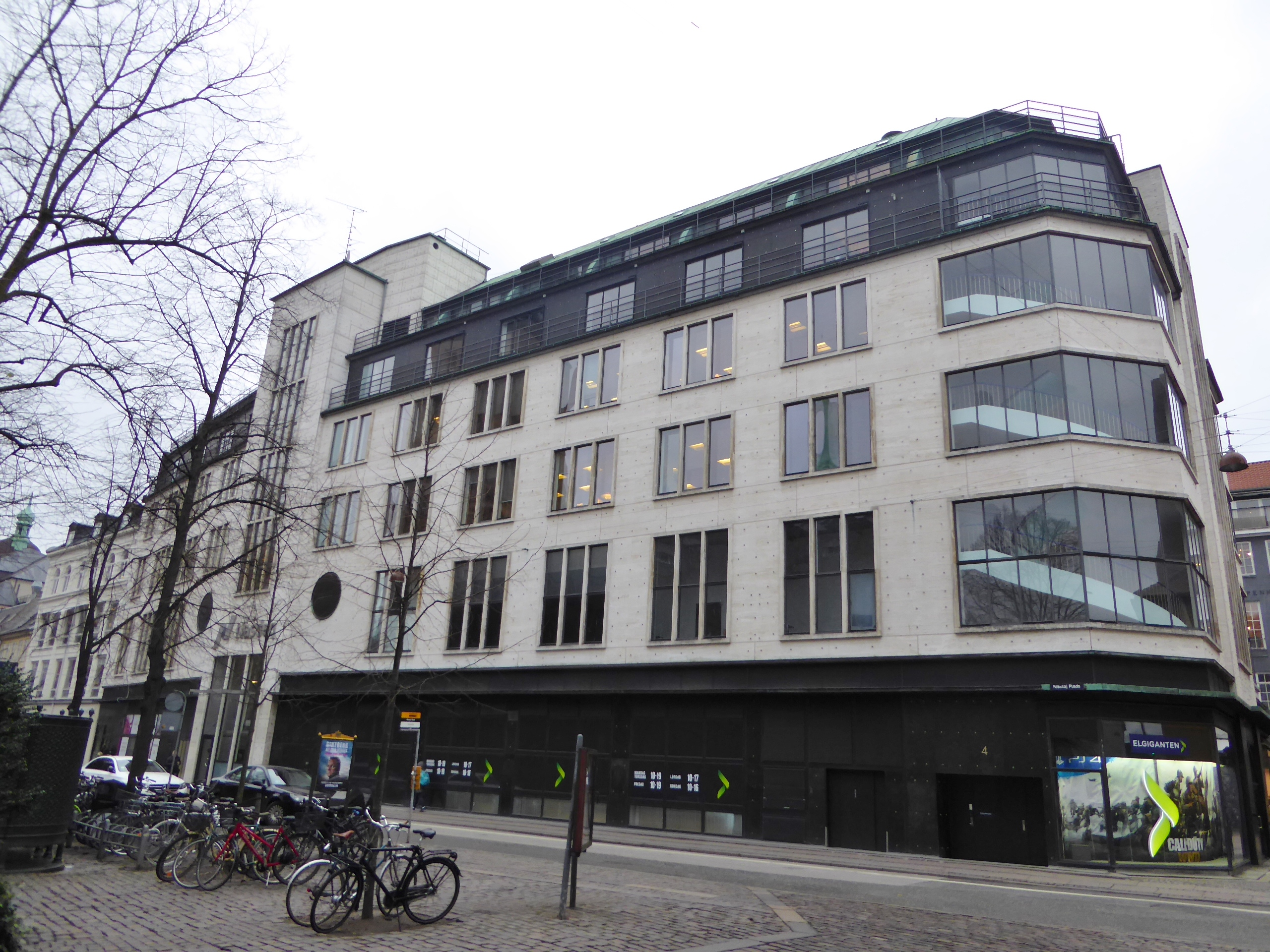
Heutiger Sitz der Börse: Nikolaj Plads 6, Kopenhagen

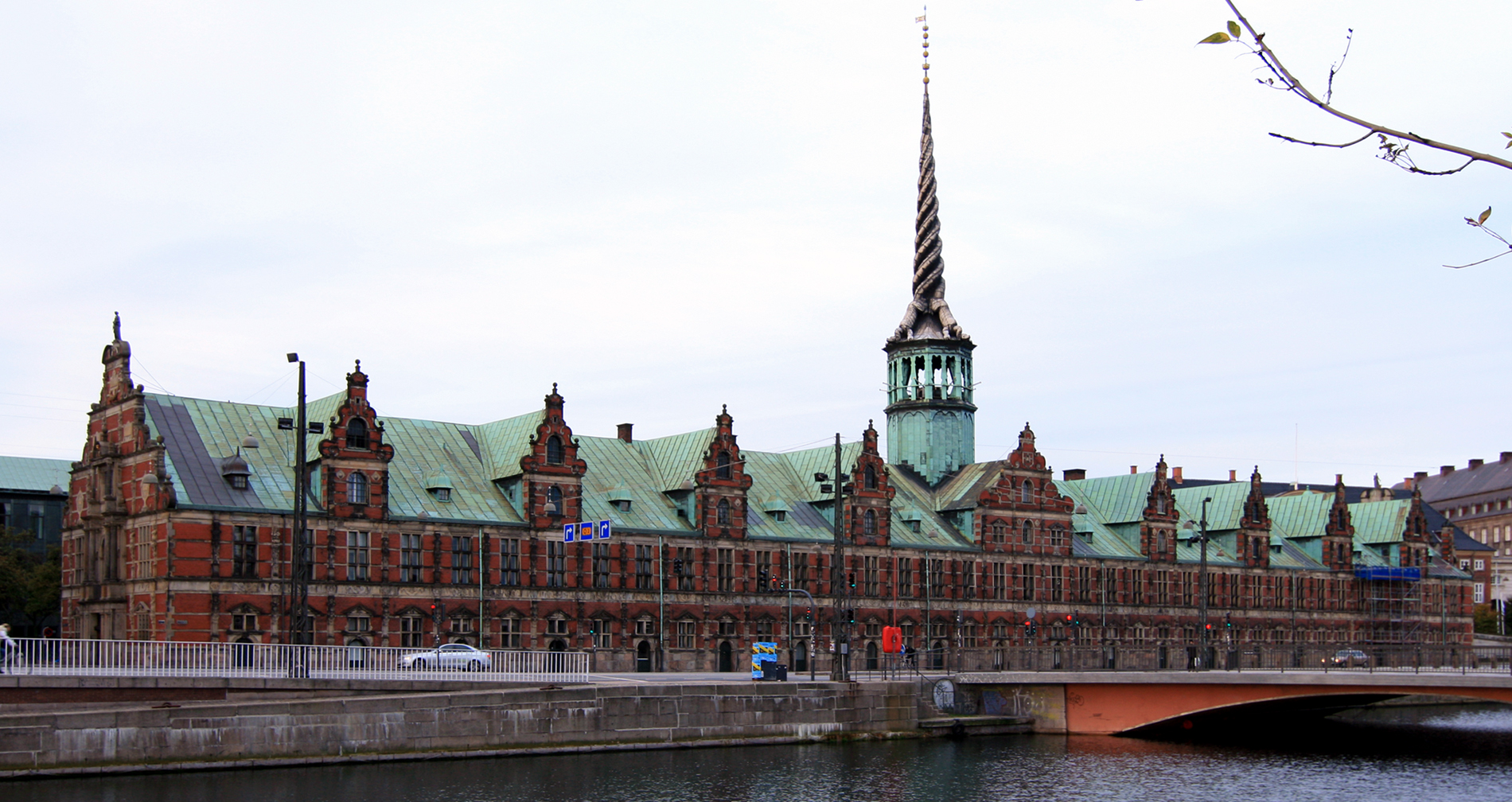
Historische Börse Kopenhagen im Jahr 2007

Die Börse Kopenhagen (dänisch Københavns Fondsbørs) ist die wichtigste Wertpapierbörse Dänemarks. Sie gehört zur OMX und wird damit seit 2008 von der NASDAQ OMX Group betrieben; sie firmiert daher auch unter dem Namen NASDAQ OMX Copenhagen. Die Börse hatte früher ihren Sitz in einem der ältesten Gebäude Kopenhagens aus dem Jahr 1625, das weiterhin unter dem Namen Børsen bekannt ist. Am 16. April 2024 brannte es zu großen Teilen nieder.

## Geschichte und Struktur
Das erste Börsengebäude in Kopenhagen wurde im Auftrag von König Christian IV. errichtet und 1624 fertiggestellt (siehe Børsen). Bis ins 19. Jahrhundert diente Børsen als Warenbörse, bis 1974 beherbergte es die Aktienbörse. Sein Turm, der vier ineinander verschlungene Drachenschwänze darstellt, gilt als ein Wahrzeichen der Stadt. Am 16. April 2024 wurde das Gebäude bei einem Großbrand erheblich beschädigt. Zu dem Zeitpunkt liefen dort umfangreiche Restaurierungen.
Heute hat die Börse ihren Sitz am Nikolaj Plads in der Kopenhagener Innenstadt (Indre By), einige hundert Meter vom historischen Börsengebäude entfernt. Die Börse wurde 1996 in eine Aktiengesellschaft überführt. 60 Prozent des Kapitals hielten fortan die Mitglieder, jeweils 20 Prozent hielten Besitzer von Anteilen und Anleihen. Im Jahr 1997 wurde FUTOP Clearing Center A/S, der dänische Handelsplatz für Derivate, der Kopenhagener Börse angegliedert.
1998 schloss sich die Börse Kopenhagen mit der Börse Stockholm zur NOREX-Allianz zusammen. Seit 2008 ist die Börse Kopenhagen wie die anderen bedeutenden Wertpapierbörsen Skandinaviens Teil der OMX.

## Indizes
Der OMX Copenhagen 20 gilt als wichtigster dänischer Aktienindex. Er setzt sich aus den Aktien von 20 dänischen Standardwerten zusammen. Der KFX-Index enthält Aktien wachsender Unternehmen aus den Bereichen Pharmazie, Telekommunikation, Bio- und Informationstechnologie. Im KAX-Index sind alle an der Börse Kopenhagen gehandelten Aktien vereint.

## Mitgliedschaften
Sie ist Teil der:
- Sustainable Stock Exchanges Initiative